# Las flores de la guerra
Las flores de la guerra (en chino tradicional, 金陵十三釵; en chino simplificado, 金陵十三钗), llamada previamente Nanjing Heroes y 13 Flowers of Nanjing, es una película de drama histórico-bélico dirigido por Zhang Yimou, y protagonizada por Christian Bale, Tong Dawei y Shigeo Kobayashi. La película, basada en la novela The 13 Women of Nanjing de Geling Yan, fue nominada en la categoría mejor película en lengua no inglesa para la 84.ª edición de los premios Globo de Oro. Fue también seleccionada para representar a China en la categoría mejor película en lengua extranjera de los Premios Óscar 2011, pero no llegó a la criba final.
El 7 de noviembre de 2011, se anunció que los derechos de distribución para Norteamérica fueron adquiridos por Wrekin Hill Entertainment en asociación con Row 1 Productions, por lo que The Flowers of War sería estrenada de manera limitada en Nueva York, Los Ángeles y San Francisco a finales de diciembre de 2011, expandiéndose posteriormente a principios de 2012 hacia otras salas de Estados Unidos.

## Argumento
En 1937, durante la segunda guerra sino-japonesa, John (Christian Bale), un mundano americano, maquillador de cadáveres, llega en medio del caos de muerte y destrucción provocado por la invasión japonesa en el puerto de Nankín donde las tropas se desbordan en atrocidades contra el pueblo chino.
Perseguido por soldados japoneses llega a un convento erigido como sitio de Cruz Roja e iglesia católica de Nankín para preparar al párroco antes de su entierro. 
Las terribles acciones del ejército invasor japonés lo convierten a su pesar en protector y párroco de fachada de las jóvenes alumnas del convento y además de las atractivas prostitutas de un burdel cercano que han buscado refugio en un sótano. Tendrá entonces la oportunidad de saber qué significan el sacrificio, la moral y el sentido del honor al prometer a un forzado padre chino colaboracionista que sacará a su hija del infierno. 
La película más cara de la historia del cine chino es una adaptación de una novela de Yan Geling titulada ‘Las 13 mujeres de Nankín’, basada en un suceso real que todavía hoy conmociona a China.

## Reparto
- Christian Bale como John Miller.
- Ni Ni como Yo Mo.
- Xinyi Zhang como Shu.
- Tong Dawei como el Mayor Li.
- Shigeo Kobayashi como el Teniente Kato.
- Huang Tianyuan como George Chen.
- Paul Schneider como Terry.
- Atsuro Watabe como el Coronel Hasegawa.
- Bai Xue como Lan.
- Takashi Yamanaka como Teniente Asakura.
- Kefan Cao como el Sr. Meng.
- Junichi Kajioka como un soldado japonés.
- Shawn Dou como un soldado.
- Wang Gongliang como un soldado.
- Li Chun como Qinhuainü.

## Producción

### Desarrollo
En diciembre de 2010, se anunció que esta película podría ser realizada, iniciándose durante dicho mes el trabajo de preproducción y anunciándose además a Christian Bale en el rol protagónico. Los diálogos son realizados tanto en chino (40%) como en inglés (restante 60%), con un presupuesto estimado de US$94 millones, lo que la transforma en una de las películas más caras en la historia de China.
Bale elogió al director, señalando que sentía cierto parentesco con él (del inglés: "kinship with him"), agregando que:

«Yimou is one of the calmest directors I’ve ever come across. He never panics. You never see him worry. It doesn’t matter what problems are presented to him. He’s got a great sense of humor».
«Yimou es uno de los más calmados directores de los que me he encontrado. Nunca entra en pánico. Nunca lo ves preocupado. No le importa los problemas que se le presentan. Tiene un gran sentido del humor».
(Christian Bale, 2011, en entrevista con Philippine Daily Inquirer).

Joss Williams fue anunciado como supervisor de efectos especiales, Yohei Taneda como diseñador de producción, William Chang como diseñador de producción y vestuario, y Graciela Mazon como diseñadora de vestuario.

### Marketing
El día 9 de septiembre de 2011 se proyecta un adelanto de 20 minutos en el Festival Internacional de Cine de Toronto, y que estuvo dirigido a prominentes distribuidores estadounidenses y la prensa; Zhang toma la decisión de renombrar a la película como The Flowers of War con el fin de enfatizar los aspectos femeninos de la historia, en efecto, en opinión del director, la historia difiere de otras producciones de origen chino que tratan sobre esta materia, siendo contada desde una perspectiva de mujer.
En octubre de 2011 en tanto, se lanzó el primer tráiler.
El 22 de noviembre de 2011, New Pictures Film solicitó un incremento en el precio mínimo del ticket, lo que derivó en un proceso de negociación con seis circuitos de cine, dando como resultado una amenaza de boicot sobre la película. Al respecto, Wu Hehu, director general de Shanghai United Cinema Circuit, declaró que «Esta es una simple situación de negocios. Sin un acuerdo, no podemos proyectar la película»(del inglés: «This is a simple business situation. Without the agreement, we cannot screen the film»). Zhang Weiping en tanto, productor de The Flowers of War y cabeza de New Pictures Film, también rechazó realizar cualquier concesión. Una carta fue enviada a las oficinas del SARFT, esperando que actúe como mediador en la disputa, resultando en la firma de un compromiso que se alcanzó luego de cuatro horas de negociación.